# 디 애틀랜틱
《디 애틀랜틱》(The Atlantic)은 매사추세츠의 보스턴에서 1857년에 창간한 미국 잡지이다.
산문과 문화적 의견을 다루는 잡지로 만들어졌다. 노예 제도 폐지, 교육, 주요 정치 행정 사무에의 의견을 주도하는 잡지였으나, 이후 재정적인 어려움을 거친 뒤 소유주의 변경에 따라, 포맷을 변경하였다. 국제 관계, 정치, 문화적 경제 경향으로 논점을 맞추었다. 잡지의 창립자들은 국가명성으로서 저명한 저술가들로 이루어져 있는데, 랠프 월도 에머슨, 헨리 워즈워스 롱펠로 등을 포함하고 있다.
2005년 워싱턴 D.C.로 본사를 이전하였다.